# Conoco
Conoco was een Amerikaans oliebedrijf dat bestond van 1875 tot 2002. In dat laatste jaar fuseerde het met het eveneens Amerikaanse Phillips Petroleum Company tot de oliereus ConocoPhillips.

## Geschiedenis
Conoco werd in 1875 opgericht in Ogden in de Amerikaanse staat Utah en heette toen Continental Oil and Transportation Company. Het bedrijf handelde in steenkool, olie, kerosine, vet en kaarsen in het westen van de VS.
Op 26 juni 1929 nam Continental Oil Company via een aandelenruil de Marland Oil Company over. Het hoofdkantoor verhuisde vervolgens naar Ponca City in Oklahoma waar Marland gevestigd was. Ook nam Conoco Marlands logo, een rode driehoek, over.
Niet veel later werd Conoco getroffen door de Grote Depressie. Tijdens de Tweede Wereldoorlog was het oliebedrijf een belangrijke leverancier van het Amerikaanse leger. In de jaren na de oorlog groeide Conoco uit tot een wereldwijd concern. In de jaren 1970 werd het bedrijf opnieuw getroffen, dit keer door de oliecrisis.

## Overname door Dupont
In 1981 was Conoco doel van een overnamestrijd. Diverse partijen streden om de gunst van het management om het bedrijf over te mogen nemen. Het Canadese drankenbedrijf Seagram opende met een bod op 25% van de aandelen Conoco tegen een prijs van $70 per stuk. Het bestuur van Conoco wees het bod af en ging op zoek naar een alternatief. Op 6 juli 1981 volgde een bod van DuPont die bereid was $87,50 per aandeel te betalen. De biedingen werden diverse malen verhoogd, en Mobil wierp zich ook kort in de overnamestrijd, maar uiteindelijk kreeg DuPont 55% van de aandelen Conoco in handen tegen een koers van $98.Andere partijen trokken hun conclusie en trokken zich terug. Conoco werd ingelijfd door DuPont die in totaal zo'n $7,5 miljard betaalde. 
In 1998 verkocht DuPont bijna 200 miljoen aandelen Conoco, ongeveer een derde van het belang, voor $4,8 miljard. De opbrengst werd door DuPont gebruikt om schulden af te lossen. De totale marktwaarde van Conoco was op dat moment $15 miljard, waarvan nog ruim $10 miljard in handen van DuPont was. In augustus 1999 werden de overige aandelen Conoco afgestoten.
In 2002 kocht Conoco de resten van Gulf Oil Canada.

## Fusie met Phillips
Eind 2001 kwamen Conoco en Phillips naar buiten met plannen om te fuseren. De nieuwe combinatie gaat verder onder de naam ConocoPhillips en kwam op de derde plaats van geïntegreerde Amerikaanse oliemaatschappijen, na ExxonMobil en Chevron, en wereldwijd op de zesde plaats. Het was een aandelentransactie en na de fusie hadden de oud-aandeelhouders van Phillips een belang van 56,6% in ConocoPhillips en die van Conoco 43,4%. Het bedrijf kreeg 16 topbestuurders, acht van beide fusiepartners. Op basis van de gegevens van het jaar 2000 kreeg ConocoPhillips totale reserves van 8,7 miljard olie-equivalent en produceerde het ongeveer 1,7 miljoen vaten olie en gas per dag. Het bedrijf was, onder andere, actief in Alaska en de rest van de Verenigde Staten, Canada, de Noordzee, Venezuela, Indonesië, Vietnam, het Midden-Oosten en Rusland. ConocoPhillips had 19 raffinaderijen deels of geheel in eigendom met een totale verwerkingscapaciteit van 2,6 miljoen vaten per dag. Op 30 augustus 2002 werd de fusie een feit.